# The Exciting Connie Francis
The Exciting Connie Francis es el segundo álbum de estudio de la cantante estadounidense Connie Francis, publicado en mayo de 1959 a través de MGM Records.

## Antecedentes
Después de tener un éxito con "Who's Sorry Now?" a principios de 1958, y su álbum posterior del mismo nombre, Francis decidió tomar un enfoque hacia los adultos para su segundo álbum. Para The Exciting Connie Francis, ella escogió 12 estándares estadounidenses. Francis marcó claramente el álbum como un álbum conceptual dividiéndolo en dos secciones con diferentes estados de ánimo: el lado A lleno con diferentes canciones entre tempo medio y tempo alto, mientras que el lado B consiste solamente en baladas.

## Lista de canciones
Créditos adaptados desde las notas del álbum.

| Lado uno |                                                 |                                        |          |  |
| N.º      | Título                                          | Escritor(es)                           | Duración |  |
| 1.       | «Come Rain or Come Shine»                       | Harold Arlen, Johnny Mercer            | 2:19     |  |
| 2.       | «Hallelujah I Love Her So»                      | Ray Charles                            | 2:59     |  |
| 3.       | «All by Myself»                                 | Irving Berlin                          | 2:30     |  |
| 4.       | «Rock-a-Bye Your Baby with a Dixie Melody»      | Jean Schwartz, Sam M. Lewis, Joe Young | 2:30     |  |
| 5.       | «There Will Never Be Another You»               | Harry Warren, Mack Gordon              | 1:54     |  |
| 6.       | «The Song Is Ended (but the Melody Lingers On)» | Berlin, Beda Loehner                   | 2:02     |  |

| Lado dos |                               |                              |          |  |
| N.º      | Título                        | Escritor(es)                 | Duración |  |
| 1.       | «Time After Time»             | Jule Styne, Sammy Cahn       | 3:13     |  |
| 2.       | «How Did He Look?»            | Abner Silver, Gladys Shelley | 3:38     |  |
| 3.       | «Hold Me, Thrill Me, Kiss Me» | Harry Noble                  | 3:43     |  |
| 4.       | «That's All»                  | Alan Brandt, Bob Haymes      | 3:20     |  |
| 5.       | «Blame It on My Youth»        | Oscar Levant, Edward Heyman  | 2:55     |  |
| 6.       | «Melancholy Serenade»         | Jackie Gleason, Duke Enston  | 3:37     |  |